# Адријен Силва
Адријен Себастијан Перише да Силва (порт. Adrien Sébastien Perruchet da Silva; Ангулем, 15. март 1989) професионални је португалски фудбалер који примарно игра у средини терена на позицији средњег везног играча.

## Клупска каријера
Адријен Силва је рођен у Ангулему, граду на западу Француске, у мешовитој португалско-француској породици. Фудбалом је почео да се бави као десетогодишњи дечак у омладинском погону екипе Бордоа, али се годину дана касније са породицом преселио у Португалију где је наставио са фудбалским тренинзима у маленом клубу са севера земље, ФК Пасо. Две године касније прелази у омладински погон лисабонског Спортинга, тима са којим је у марту 2007. потписао и први професионални − четворогодишњи − уговор у каријери. 
Професионални деби на терену имао је већ 14. августа у прволигашкој победи над екипом Академике од 4:1, а 12. децембра је одиграо и прву утакмицу у Лиги шампиона када је резултатом 3:0 побеђен Динамо из Кијева. 
Први гол у професионалној каријери постигао је на утакмици Лиге Европе са немачком Хертом, играној 1. октобра 2009, а био је то уједно једини гол на утакмици. Због нешто лошијих партија те сезоне, почетком сезоне 2010/11. одлази на позајмицу у екипу Макаби Хаифе са којом се такмичио у Израелској премијер лиги, а потом у јануару наредне године у Академику из Коимбре. Због повреде стопала пропустио је највећи део пролећног дела сезоне 2010/11, али је већ наредне сезоне бележио одличне партије у Академики са којом је освојио и португалски куп, први у клупској историји. 
Сезону 2012/13. поново започиње као играч Спортинга, а одличне игре које је пружао током те године донеле су му признање за најбољег играча тима за 2013. годину.  За екипу Спортинга играо је укупно 9 сезона, и у том периоду одиграо је 235 такмичарских утакмица, уз учинак постигао 39 голова и освојио два национална купа и три суперкупа. 
Последњег дана августа 2017. Силва потписује уговор са енглеским премијерлигашем Лестер Ситијем у вредности од 25 милиона евра. Међутим због неких правних недостатака, његов уговор са енглеским тимом ступио је на снагу тек првог дана наредног зимског прелазног рока, а истог дана одиграо је и прву утакмицу у дресу Лестера, противник је био Хадерсфилд Таун. 

## Репрезентативна каријера
Адријен је играо за све млађе репрезентативне селекције своје земље, а дебитантски наступ за сениорску репрезентацију Португала имао је 18. новембра 2014. у пријатељској утакмици са Аргентином играној на Олд Трафорду. 
У наредном периоду Адријен игра на наредна три велика такмичења: Европском првенству 2016, Купу конфедерација 2017. и Светском првенству 2018. године. Највећи успех остварује у Француској 2016. где репрезентација Португала осваја титулу континенталног првака, а потом годину дана касније и треће место на Купу конфедерација. Свој први погодак у репрезентативном дресу постиже на Купу конфедерација, у утакмици за треће место против Мексика, а управо је тај гол постигнут у продужецима Португалцима донео бронзану медаљу на том такмичењу.

### Голови за репрезентацију
| #  | Датум        | Стадион                 | Противник | Гол | Резултат | Такмичење               |
| -- | ------------ | ----------------------- | --------- | --- | -------- | ----------------------- |
| 1. | 2. јул 2017. | Откритије арена, Москва | Мексико   | 2:1 | 2:1      | Куп конфедерација 2017. |

## Успеси и признања
ФК Спортинг Лисабон
- Португалски куп (1): 2007/08, 2014/15.
- Португалски суперкуп (3): 2007, 2008, 2015.

 ФК Макаби Хаифа
- Првенство Израела (1): 2010,11.

 ФК Академика Коимбра
- Португалски куп (1): 2011/12.

 Португалија
- Европско првенство:  2016.
- Куп конфедерација:  2017.

Индивидуална признања
- Најбољи фудбалер Спортинга: 2013.